# Буш, Елизавета Александровна
Елизавета Александровна Буш (в девичестве — Эндаурова; 1886—1960) — советский учёный-ботаник, доктор биологических наук (1934), профессор (1940). Жена Николая Буша.

## Биография
Родилась 14 февраля 1886 года в селе Людиново Калужской губернии. Её отец Александр Меркурьевич Эндауров (1850—1918) — народоволец, технолог; в 1901 году заведовал хрустальным заводом Мальцовского промышленного округа в Дятькове Брянского уезда. Племянница Елизаветы Бём.
Училась в гимназии в Орле, в 1904 году поступила на Высшие Стебутовские сельскохозяйственные курсы в Санкт-Петербурге (сейчас — Санкт-Петербургский государственный аграрный университет). В 1907 году посетила Северный Кавказ, где познакомилась с ботаником Николаем Адольфовичем Бушем, в 1908 году вышла за него замуж.
Николай Адольфович и Елизавета Александровна организовали целый ряд экспедиций по Северному Кавказу, участвовали в организации Кавказского гербария Ботанического музея в Петербурге.
С 1910 года Е. А. Буш участвовала в подготовке обработок растений для создания «Флоры Кавказа» и «Флоры Сибири и Дальнего Востока» (написала разделы по семействам Вересковые, Первоцветные, Диапенсиевые). Для «Флоры СССР» обработала несколько родов вересковых.
В 1934 году Е. А. Буш было присвоено звание доктора биологических наук без защиты диссертации. В 1940 году Елизавета Александровна стала профессором.
В 1936 году при непосредственном участии Бушей был основан Юго-Осетинский горно-луговой стационар БИНа в верховьях Большой Лиахви.

## Избранные труды
- Буш Е. А. Материалы для флоры Карачая вообще и Тебердинской долины в особенности // Труды Тифлисского ботанического сада. — 1909. — Т. XI, № 1. — С. 1—140.
- Буш Е. А. Список растений, собранных Е. А. и Н. А. Буш в Центральном Кавказе в 1911, 1913 и 1925 гг. (с маршрутной картой) // Труды Ботанического музея АН СССР. — 1927. — Т. 20. — С. 1—188.
- Буш Е. А., Буш Н. А. Ботаническое исследование Юго-Осетии // Труды СОПС, серия Закавказская. — 1931. — Т. 2. — 162 с.
- Буш Е. А., Буш Н. А. Растительный покров восточной Юго-Осетии и его динамика // Труды СОПС АН СССР, серия Закавказская. — 1936. — Т. 18. — С. 12—263.

## Виды, названные именем Е. А. Буш
- Alchemilla elisabethae Juz., 1934
- Delphinium elisabethae N.Busch, 1937
- Carex buschiorum V.I.Krecz. ex Kolak., 1938 (также в честь Н. А. Буша)
- Draba elisabethae N.Busch, 1909
- Lonicera buschiorum Pojark., 1958 (также в честь Н. А. Буша)
- Lotus elisabethae Opperman ex Wissjul., 1954
- Papaver lisae N.Busch, 1926
- Trifolium elizabethae Grossh., 1930